# Vestreno
Vestreno är en ort och frazione i kommunen Valvarrone i provinsen Lecco i regionen Lombardiet i Italien. 
Vestreno upphörde som kommun den 1 januari 2018 och bildade med de tidigare kommunerna Introzzo och Tremenico den nya kommunen Valvarrone. Den tidigare kommunen hade 305 invånare (2017).